# Astrothelium cinnamomeum
Astrothelium cinnamomeum är en lavart som först beskrevs av Eschw., och fick sitt nu gällande namn av Johannes Müller Argoviensis. Astrothelium cinnamomeum ingår i släktet Astrothelium och familjen Trypetheliaceae.   Inga underarter finns listade i Catalogue of Life.